# Enciclopedia del Béisbol Mexicano
La Enciclopedia del Béisbol Mexicano es una publicación editada por el expresidente de la Liga Mexicana de Béisbol, Pedro Treto Cisneros, que reúne datos importantes y las estadísticas de gran parte de la historia de la Liga Mexicana de Béisbol y algunas sobre la Liga Mexicana del Pacífico. La primera edición fue publicada en 1994 y hasta la novena edición (2007) fue impresa; para la edición de 2009 sólo se publicó en CD debido a los altos costos editoriales.
Sobre la LMB se puede encontrar la siguiente información:
- Hechos relevantes e información curiosa o poco conocida.
- Campeones de bateo y pitcheo en cada temporada.
- Mejores bateadores y pitchers en cada departamento en una temporada.
- Líderes individuales de bateo y pitcheo en todos los tiempos.
- Juegos sin hit ni carrera.
- Juegos de Estrellas.
- Standings (desde 1955).
- Estadísticas por temporada de todos los jugadores que han pasado por la liga (desde 1937).

Sobre la LMP se puede encontrar:
- Standings (desde 1970).
- Líderes en las principales categorías en cada temporada.
- Campeones de las Series del Caribe.

Otra información:
- Miembros del Salón de la Fama.
- Mexicanos que han jugado en las Grandes Ligas.[1]
- Campeones de las Series del Caribe.

Nota: Dependiendo de cada edición, el contenido así como la cantidad de información sobre cada tema puede variar.